# Paulo Pinto de Albuquerque
 (juillet 2023).
Paulo Sérgio Pinto de Albuquerque, né à Beira, au Mozambique, le 5 octobre 1966 est un professeur, avocat et juge portugais. Il représente le Portugal à la Cour européenne des droits de l'Homme du 1er avril 2011 au 31 mars 2020.
Il reçoit un doctorat honorifique en droit de l'Université d'Edge Hill au Royaume-Uni le 7 décembre 2019, en raison de sa « contribution exceptionnelle » à la promotion de la justice sociale et des droits fondamentaux des femmes, des minorités et des travailleurs. Le 9 janvier 2020, il reçoit la médaille d'honneur de l'Ordre des avocats portugais, pour ses 30 ans de carrière dans la défense des droits fondamentaux.

## Début de carrière
Avant d'être élu à la Cour européenne, Pinto de Albuquerque est juge dans plusieurs juridictions civiles et pénales de Lisbonne, expert auprès du Groupe d'États contre la corruption du Conseil de l'Europe (GRECO), consultant auprès du ministère des Affaires intérieures du Portugal et professeur agrégé à l'université catholique portugaise (UCP). 
En 1989, il obtient son diplôme en droit à la faculté de droit de l'Université de Lisbonne, et il devient membre de l'Ordre de l'Ordre des Avocats du Portugal depuis 2006. Entre 1992 et 2004, il est juge au tribunal correctionnel et pénal de Lisbonne et président des tribunaux de Nelas, Lagos et du tribunal d'instruction pénale de Lisbonne. En 1994, il obtient une maîtrise en droit à la Faculté de droit de l'université catholique de Lisbonne. En 1999, il rejoint le groupe de travail sur la réforme de la procédure pénale du ministère fédéral de la Justice de l'Allemagne, nommé par la ministre de la Justice Herta Däubler-Gmelin, du gouvernement présidé par Gerhard Schröder. Il prépare sa thèse de doctorat sous la direction du professeur Jorge Figueiredo Dias. Il obtient le titre de doctorant en droit de la faculté de droit de l'université catholique de Lisbonne en mai 2003. 
Il commence sa carrière universitaire en tant que professeur adjoint dans la même faculté en 2004. En 2008, il réussit les examens de professeur agrégé, le restant jusqu'en 2010. En janvier 2011, il passe l'agrégation dans la même faculté. Depuis janvier 2011, il est professeur des universités dans cette même faculté. 
Entre 2005 et 2007, il est membre du groupe de travail sur la réforme pénale du ministère de la Justice du Portugal. De 2007 à 2009, il est professeur invité de droit pénal à l'Institut des hautes études militaires du ministère de la Défense du Portugal. 
Entre 2006 et 2007, il est professeur invité à l’université de l'Illinois, au College of Law, aux États-Unis, et professeur adjoint de 2009 à 2010 dans la même institution. En 2006, il est invité à l'université Jiao-tong de Shanghai, en Chine. Depuis 2017, il est professeur invité à l'université de Paris II-Assas. 
Entre 2009 et 2010, il est expert du Groupe des États contre la Corruption (GRECO), désigné par le Conseil de l'Europe pour préparer les rapports anti-corruption pour la Belgique et la Bulgarie, et ses rapports sont approuvés par l'Assemblée générale du GRECO. De 2007 à 2009, il devient expert du projet de la Commission européenne Crime Repression Costs in Context, organisé par l'université de Florence, la Fondation Giovanni-Michelucci (Italie), l'université de Brême, l'université de Barcelone, l'université d'Ankara (Turquie), de l'université de Miskolc (Hongrie), de l'Institut juridique de Lituanie, du Centre pour l'étude de la démocratie (Bulgarie), de l'Intercollege (Chypre) et de l'Institut des sciences du travail et des entreprises (Portugal). Le rapport final est remis et validé par la Commission en 2009. De 2006 à 2008, il est spécialiste du projet de la Commission européenne Victims of Crimes and Mediation, organisé par l'Association portugaise d'aide aux victimes, l'Association écossaise d'aide aux victimes et l'Association néerlandaise d'aide aux victimes. Le rapport final est publié sous le titre Victimes et médiation. En 2009, il est entendu comme expert à l'Assemblée parlementaire du Portugal sur le projet de loi sur la violence domestique, et en 2010 sur le projet de lutte contre la corruption. 
Il devient membre du jury du Centre d'Études Judiciaires pour les concours d'entrée à la carrière des magistrats judiciaires et du parquet en 2005, 2006, 2007 et 2010. Il forme des juges PALOP de 1997 à 1999, et est auditeur de justice pour le IXe cours normal de formation des magistrats judiciaires, au Centre d'études judiciaires et aux tribunaux judiciaires d'Alijó et Sintra de 1990 à 1992. 

## Cour européenne des droits de l'Homme
Le 25 janvier 2011, il est élu, à la majorité absolue et au premier tour, juge représentant du Portugal à la Cour européenne des droits de l'Homme pour un mandat de neuf ans, succédant à Ireneu Cabral Barreto, dans ce rôle depuis 1998.  
En 2016, il est nommé par les Présidents de la Cour européenne des droits de l’Homme, Guido Raimondi et Alexandre Sicilianos comme référent pour les relations extérieures de la Cour européenne avec la Cour Africaine des droits de l'Homme, la Cour constitutionnelle et la Cour suprême d'Afrique du Sud, la Cour constitutionnelle d'Angola, la Cour supérieure de justice du Brésil, la Cour suprême de Corée du Sud, la Cour constitutionnelle d'Inde, la Cour suprême d'Israël, la Cour suprême du Japon, la Cour suprême de Mozambique.   
D'octobre 2018 à mars 2020, il est président de la plus importante commission de la Cour, le Comité du Règlement de la Cour, qui prépare tous les amendements du Règlement de la Cour avant qu'ils ne soient approuvés par l'Assemblée plénière des juges. En janvier 2014, il fonde le Groupe de droit pénal de la Cour, qui s'emploie à normaliser la langue et les critères de décision de la Cour en matière pénale, pénitentiaire, administrative, disciplinaire et dans d'autres domaines du droit des sanctions publiques. Il préside ce Groupe de janvier 2014 à mars 2020, après avoir créé un dictionnaire anglais/français des termes de droit pénal et de procédure pénale les plus utilisés par la Cour dans ses décisions, ainsi que de nombreuses conférences et journées de réflexion. 
Il est membre du Comité du statut des juges de janvier 2012 à janvier 2016 et prépare une réforme du système de retraite des juges de la Cour. Cette proposition est présentée à l'Assemblée plénière des juges de la Cour et au Comité des Ministres du Conseil de l'Europe, qui l'adopte. 
Il devient vice-président de la section IV le 1er septembre 2018, et quitte ses fonctions lorsqu'il rejoint la section III en mai 2019. Il est membre du collège de cinq juges qui choisit les affaires qui sont tranchées par la Grande Chambre de la Cour, de juillet à décembre 2012 et de juillet à décembre 2016. 

## Publications
Paul Pinto de Albuquerque a publié 20 monographies juridiques en portugais, espagnol, italien, russe et ukrainien, notamment : 
- (uk) Separate Opinion, The Way to Fairness [« Окрема думка. Шлях до справедливості »]  (préf. Oleksandr Tupytsky, président de la Cour constitutionnelle de l'Ukraine), Kharkiv,‎ 2020, 558 p. (lire en ligne)[6]
- (pt) Convenção Europeia dos Direitos Humanos - Seleção de opiniões  (préf. José Dias Toffoli, président de la Cour suprême du Brésil), São Paulo, 2019, 448 p. (lire en ligne)
- (pt) Em Defesa dos Direitos Fundamentais  (préf. Guilherme Figueiredo, président de l'Ordre des avocats du Portugal), Lisbonne, Universidade Católica Editora, juin 2019, 368 p. (ISBN 978-9-725-40649-6, présentation en ligne),
- (ru) Dissenting opinion. In search of truth [« Особое мнение. В поисках истины, Пауло Пинто де Альбукерке; с предисловием и при участии Д. И. Дедова; »]  (préf. Dmitry Dedov, juge russe de la Cour européenne des droits de l'Homme), Moscou, Development of Legal Systems Publishing House,‎ 2018, 496 p. (lire en ligne)
- (it) I diritti umani in una prospettiva europea. : Opinioni concorrenti e dissenzienti (2011-2015)  (préf. Paola Bilancia et Davide Galliani, professeurs à l'université de Milan), Milan, Giappichelli Editore, septembre 2016, 416 p. (ISBN 978-8-892-10420-4, présentation en ligne)
- (es) Hablemos de derechos humanos : la doctrina del TEDH y su aplicación en España desde los votos particulares del Juez Paulo Pinto de Albuquerque  (préf. Fernando Valdés dal-Ré, juge de la Cour constitutionnelle espagnole), Valence, Tirant lo Blanch, 2020, 824 p. (ISBN 978-8-413-36670-8, présentation en ligne), écrit avec le juge de la Cour suprême de Catalogne Carlos Hugo Preciado Domènech

Il fait paraître huit ouvrages collectifs, en anglais et italien notamment, parmi lesquels : 
- (en) Judicial Power in a Globalized World : Liber Amicorum Vincent De Gaetano, Berlin, Springer Nature, 2019, 685 p. (ISBN 978-3-030-20744-1, présentation en ligne, lire en ligne), avec Krysztof Wojtyczek
- (it) Il diritto alla speranza : L’ergastolo nel diritto penale costituzionale, Milan, Giappicheli Editore, 2019, 512 p. (ISBN 978-8-892-11047-2, présentation en ligne), avec Emilio Dolcini, Elvio Fassone, Davide Galliani, et Andrea Pugiotto
- (en) New Developments in Constitutional Law : Essays in Honour of András Sajó, Eleven International Publishing, 2018, 548 p. (ISBN 978-9-462-36758-6, présentation en ligne), avec Iulia Motoc, et Krysztof Wojtyczek

Il publie en 2019 un ouvrage collectif consacré à la Convention européenne des droits de l'Homme, avec 142 auteurs, réunissant des juges de la Cour suprême de justice, de la Cour constitutionnelle, de la Cour administrative suprême et de la Cour des comptes et des professeurs d'université titulaires d'un doctorat dans les 15 facultés de droit portugaises. L'ouvrage comprend trois volumes, dont les deux premiers ont été publiés.
- (pt) Comentário da Convenção Europeia dos Direitos Humanos e dos Protocolos Adicionais, Lisbonne, Universidade Católica Editora, 2019 (présentation en ligne).

Il a également publié au cours de sa carrière plus de 50 articles en portugais, anglais, français, allemand, italien et russe (la liste complète de ses monographies, ouvrages collectifs et articles est incluse dans les liens externes).